# Acanthopsyche stigmatella
Acanthopsyche stigmatella är en fjärilsart som beskrevs av Zetterstedt 1840. Acanthopsyche stigmatella ingår i släktet Acanthopsyche och familjen säckspinnare. Inga underarter finns listade i Catalogue of Life.